# Johann Baptist Vanhal
Johann Baptist Vanhal (Jan Křtitel Vaňhal), även stavat Wanhal, Waṅhall eller Wanhall, född 12 maj 1739 i Nechanice, Böhmen, död 20 augusti 1813 i Wien, var en tjeckisk violinist och kompositör.
Vanhal var född i en bondfamilj och fick sin tidigaste träning av en lokal musiker, vilket var tillräckligt för att han skulle kunna tjäna sitt uppehälle som byorganist och körledare. En grevinna Schaffgotsch hörde honom spela violin och tog med honom till Wien 1760 där hon såg till att han fick lektioner i komposition med Carl Ditters von Dittersdorf. Grevinnan sponsrade även resor där Vanhal skaffade sig vidare musikaliska kunskaper. På 1770-talet mötte han kontrabasisten Johannes Matthias Sperger och skrev en kontrabaskonsert åt honom.1777 ska Mozart ha framfört hans violinkonsert i Bess-dur vid ett framträdande i Augsburg. 
Cirka 1784 spelade Haydn, Mozart och Dittersdorf i en stråkkvartett tillsammans med Vanhal. Haydn och Dittersdorf spelade violinerna medan Mozart spelade viola och Vanhal cello. Sångaren och kompositören Michael Kelly som bevittnade händelsen sade att de spelade väl,men inte enastående tillsammans. 
Vanhal ska ha lidit av en nervsjukdom som så småningom upphörde men som gav upphov till åsikten yttrad bl.a. av den engelske musikhistorikern Charles Burney att hans kompositioner försämrades. Forskare som Paul Bryan hävdar att "kvantiteten och kvaliteten av de seriösa verk han komponerade efter 1770 motsäger detta påstående". Vanhal anpassade sin situation efter den ekonomiska verkligheten och slutade skriva symfonier i slutet på 1770-talet.
Vanhal komponerade över 1300 verk, bl.a. 100 kvartetter och minst 73 symfonier.
Hans bästa symfonier är jämförbara med många symfonier av Haydn och anses ha haft stort inflytande på den samtida Sturm und Drang-rörelsen. Han gjorde sådan stor succé att hans symfonier spelades runt om i världen inom några få år efter att de skrivits, en del så långt bort som USA. I slutet av sitt liv rörde sig Vanhal sällan utanför Wien där han också arbetade som lärare.

## Verk (Urval)
Orkestermusik
- 51 Symfonier (publicerade verk)
- 6 Cembalokonserter
- 5 Flöjtkonserter
- 5 Violinkonserter
- 1 Konsert för två violiner
- 1 Cellokonsert
- 1 Konsert för viola
- 1 Konsert för kontrabas
- 1 Klarinettkonsert
- 1 Fagottkonsert
- 1 Konsert för två fagotter
- 2 Divertimenti

Kammarmusik
- 1 Stråkkvartett,Op.4
- 4 Violinsonater, Op.5
- 6 Oboekvartetter, Op.7
- 3 Pianokvintetter, Op.12
- 3 Trios, Op.20
- 3 Pianokvartetter, Op.40
- 5 Stråkkvartetter (Opublicerade)

Opera
- Il Demofoonte (Libretto av Metastasio, Rom, 1770)
- Il trionfo di Clelia (Metastasio, Rom, 1770)

Kyrkomusik
- 2 Mässor (Publicerade i Wien 1770)
- 2 Offertorier (Publicerade i Wien 1770)
- 14 Motetter
- Stabat Mater
- Te Deum
- 1 Credo
- 16 Salve Regina
- 10 Litanior
- 31 Arior
- 58 Mässor (endast manuskript)
- 54 Offertorier (endast manuskript)